# Kjell Kallenberg
Kjell Kallenberg, född 18 januari 1947 i Nyköping, är en svensk prost inom Svenska kyrkan, tidigare adjungerad professor i livsåskådning, och författare.

## Biografi
Efter prästutbildning vid Uppsala universitet arbetade Kallenberg som adjunkt i olika församlingar i Strängnäs stift. År 1977 blev han komminister i  Örebro Olaus Petri församling och sjukhuspräst vid dåvarande Regionsjukhuset i Örebro. På 1980-talet inledde Kallenberg en forskningskarriär inom ämnet empirisk livsåskådningsforskning, som utmynnade i avhandlingen Livsåskådning i kris - En empirisk studie framlagd vid Uppsala universitet 1987. Ett huvudtema inom hans forskning har varit sorg, trauma och livsåskådning, ett annat tema har handlat om hälsa och välbefinnande. Han utnämndes till docent vid Uppsala universitet 1992, och till en tidsbegränsad s k adjungerad professur i livsåskådningsforskning vid samma universitet 1997. Sedermera överflyttades den adjungerade professuren till Örebro universitet. Ett mer än 15-årigt samarbete med Försvarshögskolan rörande ledarskapsfrågor har resulterat i flera böcker, rapporter och vetenskapliga artiklar.
År 2009 utnämndes Kjell Kallenberg till prost h.c.. Sedan 2011 är han ständig sekreterare för Sällskapet Concordia i Örebro.
Kallenberg är ordinarie ledamot i Kyrkomötet 2018-2021 samt 2023–ff.